# Valbois
 Valbois  es una población y comuna francesa, en la región de Lorena, departamento de Mosa, en el distrito de Commercy y cantón de Vigneulles-lès-Hattonchâtel.

## Demografía
| 138 | 113 | 113 | 98 | 116 | 97 |
| Para los censos de 1962 a 1999 la población legal corresponde a la población sin duplicidades (Fuente: INSEE [Consultar]) |     |     |    |     |    |